# Коммуникационный дизайн
Коммуникационный дизайн — это смешанная дисциплина, находящаяся между дизайном и разработкой информации. Она связана с тем, как медиа-изобретения человечества, например, печатные, созданные вручную или презентованные, взаимодействуют с людьми. Подход коммуникационного дизайна связан не только с донесением информации и эстетическим обликом, но и с созданием новых медиа-каналов, которые смогут сделать эту задачу для определенной аудитории. Многие дизайнеры используют его совместно с графическим дизайном. 
Коммуникативному дизайну свойственен системный подход, означающий, что вопросы медиа-каналов и донесения информации рассматриваются не в контексте какой-то одной культуры или случая, а в общем. Это служит тому, что восприятие информации и её таргетирование изучается в общечеловеческих масштабах. Такого рода восприятие дизайна требует больших навыков, чтобы сообщение могло быть получено любым человеком, невзирая на его культуру, оставляя при этом свою эстетическую ценность. Основная цель Коммуникационного дизайна - перестроить понятие интерактивности и взаимодействия человека с окружающим миром. Этому способствуют активно развивающиеся компьютерные программы.
С психологической точки зрения коммуникационный дизайн — метод сознательного формирования образов, который приводит к возникновению положительных или отрицательных чувств.

## Основные положения коммуникационного дизайна
Коммуникационный дизайн преследует цели привлечения, вдохновения, создания потребностей и мотивации людей отвечать на сообщения вокруг с положительной точки зрения. Данная отрасль способствует созданию бренда и его идеологии, либо развитию маркетинга и помещения продукции на рынок. Так же влияние коммуникационного дизайна отвечает за настроение наблюдателя или же просто за донесение информации. Процесс разработки коммуникационного дизайна связан со стратегическим бизнес-мышлением, анализом рынка, умением решать проблемы и техническими навыками, такими как: теория цвета, типография, макетирование и знание визуальных иерархий.
Коммуникационные дизайнеры транслируют идеи и информацию посредством различных медиа. Одна из важнейших задач для них - повлиять на аудиторию.
Термин «коммуникационный дизайн» тесно связан с понятием визуальной коммуникации, но является более широким, так как включает в себя работу и остальных органов восприятия таких как осязание, обоняние, и слух. Примеры коммуникационного дизайна можно найти в архитектуре, иллюстрации, анимации, перформансе, копирайтинге и многом другом.

## Визуальные объекты коммуникационного дизайна
Визуальные объекты — это то, на что прежде всего направлен взгляд получателя информации. Притягательная сила — в её особенностях как средства информации: наглядность, смысловое соответствие, быстрота прочтения заключенной в ней информации, образность.
Коммуникационный дизайн как мощный выразительный элемент оформления газеты имеет ряд значений:
1. Во-первых, визуальные объекты активизируют работу мышления получателя информации (субъекта информации) через возбуждение интереса (интеллектуальной эмоции).
2. Во-вторых, произвольное внимание к информации привлекают графические элементы, возбуждающие целую гамму эмоций — не только интерес, но и любопытство, недоумение, удивление и т. п. При этом визуальные объекты выполняют рекламную функцию. Они формируют психический настрой личности, благодаря чему активизируется внимание, заставляющее потребителя целенаправленно обратиться к объекту, содержащему информацию.

Таким образом, рекламная функция всегда сочетается с экспрессивно-оценочной. При этом возможно возникновение эффектов обманутого и усиленного ожидания.
Следует также иметь в виду, что визуальные объекты активизируют и непроизвольное внимание потребителя, которое не требует волевых усилий. Глаз скользит по «картинкам», буквам, останавливаясь преимущественно на тех, которые показались наиболее привлекательными. При этом непроизвольное внимание скоро проходит, сменяется произвольным, направленным контролируемым сознанием.

## Коммуникационный дизайн в периодической печати
В газетном дизайне и дизайне веб-страниц коммуникационный дизайн способен облегчить чтение. И тогда он выполняет композиционную функцию, как бы прогнозируя разделение текста на части, а также создавая эффект целостности полосы.
В зависимости от замысла автора, особенностей содержания, визуализация может сопровождать текст, раскрывать его, обособлять определённые части. Возможен вариант взаимной замены «текст-иллюстрация», «иллюстрация-текст». Такие варианты очень редки, проявляются чаще всего в оформлении заголовков, когда иллюстрацией заменяют часть слова в предложении.